# Challenge européen 2001-2002
Navigation
Bouclier européen 2000-2001 Challenge européen 2002-2003
Le Challenge européen est une compétition européenne annuelle de rugby à XV dont l'édition 2001-2002 réunit deux clubs clubs espagnols, un irlandais, huit italiens, quatre gallois, six anglais, un roumain et dix français.
Le premier de chaque poule est qualifié pour la phase éliminatoire qui commence avec les quarts de finale. En cas d'égalité de points entre deux équipes dans la phase de poule, l'équipe qui marque le plus d'essais dans les confrontations directes est classée avant l'autre.

## Matches de poules

### Poule 1
| Clubs                        | J | V | N | D | PP  | PC  | Pts |
| ---------------------------- | - | - | - | - | --- | --- | --- |
| Ebbw Vale RFC Pays de Galles | 6 | 4 | 0 | 2 | 153 | 90  | 8   |
| SU Agen France               | 6 | 4 | 0 | 2 | 199 | 119 | 8   |
| US Montauban France          | 6 | 4 | 0 | 2 | 146 | 123 | 8   |
| Rugby Rovigo Italie          | 6 | 0 | 0 | 6 | 78  | 244 | 0   |

Ebbw Vale qualifié pour avoir marqué plus d'essais que Montauban et Agen dans les confrontations directes.
- 1re journée : 29 et 30 septembre 2001

|  | SU Agen      | 20 - 9  | Ebbw Vale RFC |  |
|  | Rugby Rovigo | 23 - 41 | US Montauban  |  |

- 2e journée : 6 octobre

|  | Ebbw Vale RFC | 28 - 26 | Rugby Rovigo |  |
|  | US Montauban  | 28 - 26 | SU Agen      |  |

- 3e journée : 26 au 28 octobre 2001

|  | Ebbw Vale RFC | 16 - 5 | US Montauban |  |
|  | Rugby Rovigo  | 3 - 43 | SU Agen      |  |

- 4e journée : 3 novembre

|  | US Montauban | 19 - 15 | Ebbw Vale RFC |  |
|  | SU Agen      | 66 - 7  | Rugby Rovigo  |  |

- 5e journée : 4 au 6 janvier 2002

|  | SU Agen      | 34 - 13 | US Montauban  |  |
|  | Rugby Rovigo | 10 - 26 | Ebbw Vale RFC |  |

- 6e journée : 12 janvier

|  | Ebbw Vale RFC | 59 - 10 | SU Agen      |  |
|  | US Montauban  | 40 - 9  | Rugby Rovigo |  |

### Poule 2
| Clubs           | J | V | N | D | PP  | PC  | Pts |
| --------------- | - | - | - | - | --- | --- | --- |
| Section paloise | 6 | 6 | 0 | 0 | 217 | 63  | 12  |
| US Colomiers    | 6 | 4 | 0 | 2 | 259 | 105 | 8   |
| Petrarca Padova | 6 | 2 | 0 | 4 | 114 | 223 | 4   |
| UC Madrid       | 6 | 0 | 0 | 6 | 90  | 289 | 0   |

- 1re journée : 29 et 30 septembre 2001

|  | Section paloise | 35 - 0  | Petrarca Padova |  |
|  | UC Madrid       | 16 - 36 | US Colomiers    |  |

- 2e journée : 6 octobre

|  | Petrarca Padova | 41 - 12 | UC Madrid       |  |
|  | US Colomiers    | 12 - 18 | Section paloise |  |

- 3e journée : 27 octobre

|  | Petrarca Padova | 12 - 74 | US Colomiers |  |
|  | Section Paloise | 66 - 10 | UC Madrid    |  |

- 4e journée : 3 et 4 novembre

|  | US Colomiers | 45 - 6  | Petrarca Padova |  |
|  | UC Madrid    | 10 - 30 | Section Paloise |  |

- 5e journée : 5 janvier 2002

|  | UC Madrid       | 29 - 36 | Petrarca Padova |  |
|  | Section paloise | 40 - 12 | US Colomiers    |  |

- 6e journée : 12 janvier

|  | Petrarca Padova | 19 - 28 | Section paloise |  |
|  | US Colomiers    | 80 - 13 | UC Madrid       |  |

### Poule 3
| Clubs          | J | V | N | D | PP  | PC  | Pts |
| -------------- | - | - | - | - | --- | --- | --- |
| Pontypridd RFC | 6 | 4 | 0 | 2 | 139 | 87  | 8   |
| Leeds Tykes    | 6 | 4 | 0 | 2 | 188 | 154 | 8   |
| AS Béziers     | 6 | 2 | 0 | 4 | 136 | 187 | 4   |
| Rugby Parme    | 6 | 2 | 0 | 4 | 127 | 162 | 4   |

Pontypridd se qualifie pour avoir marqué plus d'essais que les Leeds Tykes dans leurs confrontations directes. L'AS Béziers finit troisième devant Parme pour le même motif.
- 1re journée : 29 septembre 2001

|  | AS Béziers  | 23 - 12 | Pontypridd RFC |  |
|  | Rugby Parme | 41 - 10 | Leeds Tykes    |  |

- 2e journée : 6 et 7 octobre

|  | Pontypridd RFC | 31 - 10 | Rugby Parme |  |
|  | Leeds Tykes    | 48 - 17 | AS Béziers  |  |

- 3e journée : 27 et 28 octobre

|  | Rugby Parme | 41 - 29 | AS Béziers     |  |
|  | Leeds Tykes | 30 - 27 | Pontypridd RFC |  |

- 4e journée : 3 novembre

|  | AS Béziers     | 34 - 19 | Rugby Parme |  |
|  | Pontypridd RFC | 28 - 16 | Leeds Tykes |  |

- 5e journée : 5 janvier 2002

|  | AS Béziers  | 25 - 26          | Leeds Tykes    |  |
|  | Rugby Parme | 0 - 20 (Forfait) | Pontypridd RFC |  |

- 6e journée : 12 et 13 janvier

|  | Pontypridd RFC | 41 - 8  | AS Béziers  |  |
|  | Leeds Tykes    | 58 - 16 | Rugby Parme |  |

### Poule 4
| Clubs       | J | V | N | D | PP  | PC  | Pts |
| ----------- | - | - | - | - | --- | --- | --- |
| Sale Sharks | 6 | 6 | 0 | 0 | 286 | 79  | 12  |
| Connacht    | 6 | 3 | 0 | 3 | 157 | 140 | 6   |
| RC Narbonne | 6 | 3 | 0 | 3 | 128 | 111 | 6   |
| Rugby Rome  | 6 | 0 | 0 | 6 | 57  | 298 | 0   |

Connacht finit devant le RC Narbonne pour avoir marqué le plus d'essais dans leurs confrontations directes.
- 1re journée : 28 et 29 septembre 2001

| Drapeau : Irlande | Connacht    | 18 - 6 | RC Narbonne |  |
|                   | Sale Sharks | 93 - 0 | Rugby Rome  |  |

- 2e journée : 6 octobre

|  | Rugby Rome  | 10 - 20 | Connacht    | Drapeau : Irlande |
|  | RC Narbonne | 10 - 13 | Sale Sharks |                   |

- 3e journée : 27 octobre

| Drapeau : Irlande | Connacht    | 30 - 33 | Sale Sharks |  |
|                   | RC Narbonne | 40 - 0  | Rugby Rome  |  |

- 4e journée : 3 novembre

|  | Rugby Rome  | 17 - 22 | RC Narbonne |                   |
|  | Sale Sharks | 44 - 6  | Connacht    | Drapeau : Irlande |

- 5e journée : 4 au 5 janvier 2002

|                   | Sale Sharks | 41 - 16 | RC Narbonne |  |
| Drapeau : Irlande | Connacht    | 61 - 13 | Rugby Rome  |  |

- 6e journée : 12 janvier

|  | Rugby Rome  | 17 - 62 | Sale Sharks |                   |
|  | RC Narbonne | 34 - 22 | Connacht    | Drapeau : Irlande |

### Poule 5
| Clubs               | J | V | N | D | PP  | PC  | Pts |
| ------------------- | - | - | - | - | --- | --- | --- |
| Bristol Shoguns     | 6 | 5 | 0 | 1 | 189 | 115 | 10  |
| Neath RFC           | 6 | 4 | 0 | 2 | 160 | 131 | 8   |
| Rugby Viadana       | 6 | 2 | 0 | 4 | 120 | 210 | 4   |
| CS Bourgoin-Jallieu | 6 | 1 | 0 | 5 | 160 | 173 | 2   |

- 1re journée : 29 et 30 septembre 2001

|  | Neath RFC           | 41 - 14 | Rugby Viadana   |  |
|  | CS Bourgoin-Jallieu | 28 - 34 | Bristol Shoguns |  |

- 2e journée : 7 octobre

|  | Rugby Viadana   | 26 - 10 | CS Bourgoin-Jallieu |  |
|  | Bristol Shoguns | 10 - 6  | Neath RFC           |  |

- 3e journée : 27 et 28 octobre

|  | Neath RFC     | 27 - 20 | CS Bourgoin-Jallieu |  |
|  | Rugby Viadana | 16 - 42 | Bristol Shoguns     |  |

- 4e journée : 4 novembre

|  | CS Bourgoin-Jallieu | 25 - 27 | Neath RFC     |  |
|  | Bristol Shoguns     | 31 - 15 | Rugby Viadana |  |

- 5e journée : 5 janvier 2002

|  | Neath RFC           | 33 - 29 | Bristol Shoguns |  |
|  | CS Bourgoin-Jallieu | 60 - 16 | Rugby Viadana   |  |

- 6e journée : 12 et 13 janvier

|  | Rugby Viadana   | 33 - 26 | Neath RFC           |  |
|  | Bristol Shoguns | 43 - 17 | CS Bourgoin-Jallieu |  |

### Poule 6
| Clubs          | J | V | N | D | PP  | PC  | Pts |
| -------------- | - | - | - | - | --- | --- | --- |
| London Irish   | 6 | 5 | 1 | 0 | 284 | 85  | 11  |
| US Dax         | 6 | 4 | 1 | 1 | 306 | 119 | 9   |
| L'Aquila Rugby | 6 | 2 | 0 | 4 | 107 | 239 | 4   |
| Valladolid RAC | 6 | 0 | 0 | 6 | 53  | 307 | 2   |

- 1re journée : 29 septembre 2001

|  | L'Aquila Rugby | 25 - 14 | Valladolid RAC |  |
|  | US Dax         | 22 - 29 | London Irish   |  |

- 2e journée : 7 octobre

|  | Valladolid RAC | 11 - 26 | US Dax         |  |
|  | London Irish   | 48 - 12 | L'Aquila Rugby |  |

- 3e journée : 27 et 28 octobre

|  | L'Aquila Rugby | 29 - 41 | US Dax       |  |
|  | Valladolid RAC | 5 - 71  | London Irish |  |

- 4e journée : 4 novembre

|  | US Dax       | 94 - 19 | L'Aquila Rugby |  |
|  | London Irish | 76 - 10 | Valladolid RAC |  |

- 5e journée : 4 au 6 janvier 2002

|  | L'Aquila Rugby | 8 - 32 | London Irish   |  |
|  | US Dax         | 95 - 3 | Valladolid RAC |  |

- 6e journée : 13 janvier

|  | Valladolid RAC | 10 - 14 | L'Aquila Rugby |  |
|  | London Irish   | 28 - 28 | US Dax         |  |

### Poule 7
| Clubs                      | J | V | N | D | PP  | PC  | Pts |
| -------------------------- | - | - | - | - | --- | --- | --- |
| Gloucester RFC             | 6 | 6 | 0 | 0 | 362 | 62  | 12  |
| Atlantique stade rochelais | 6 | 4 | 0 | 2 | 161 | 177 | 8   |
| Caerphilly RFC             | 6 | 2 | 0 | 4 | 170 | 281 | 4   |
| GRAN Parme                 | 6 | 0 | 0 | 6 | 104 | 277 | 0   |

- 1re journée : 29 septembre 2001

|  | Caerphilly RFC | 41 - 30 | GRAN Parme                 |  |
|  | Gloucester RFC | 34 - 15 | Atlantique stade rochelais |  |

- 2e journée : 6 octobre

|  | GRAN Parme                 | 5 - 48  | Gloucester RFC |  |
|  | Atlantique stade rochelais | 44 - 39 | Caerphilly RFC |  |

- 3e journée : 27 octobre

|  | Gloucester RFC             | 98 - 14 | Caerphilly RFC |  |
|  | Atlantique stade rochelais | 28 - 14 | GRAN Parme     |  |

- 4e journée : 3 novembre

|  | Caerphilly RFC | 16 - 47 | Gloucester RFC             |  |
|  | GRAN Parme     | 25 - 30 | Atlantique stade rochelais |  |

- 5e journée : 5 janvier 2002

|  | Caerphilly RFC | 29 - 32 | Atlantique stade rochelais |  |
|  | Gloucester RFC | 99 - 0  | GRAN Parme                 |  |

- 6e journée : 12 janvier

|  | GRAN Parme                 | 30 - 31 | Caerphilly RFC |  |
|  | Atlantique stade rochelais | 12 - 36 | Gloucester RFC |  |

### Poule 8
| Clubs              | J | V | N | D | PP  | PC  | Pts |
| ------------------ | - | - | - | - | --- | --- | --- |
| Saracens           | 6 | 6 | 0 | 0 | 435 | 66  | 12  |
| CA Bègles-Bordeaux | 6 | 4 | 0 | 2 | 354 | 117 | 8   |
| Dinamo Bucarest    | 6 | 1 | 0 | 5 | 102 | 403 | 2   |
| Rugby Bologne 1928 | 6 | 1 | 0 | 5 | 93  | 398 | 2   |

Le Dinamo Bucarest finit devant Rugby Bologne pour avoir marqué le plus d'essais lors de leurs confrontations directes.
- 1re journée : 29 septembre 2001

|  | Dinamo Bucarest | 49 - 17 | Rugby Bologne 1928 |  |
|  | Saracens        | 34 - 14 | CA Bègles-Bordeaux |  |

- 2e journée : 6 octobre

|  | Dinamo Bucarest    | 12 - 75 | Saracens           |  |
|  | CA Bègles-Bordeaux | 89 - 11 | Rugby Bologne 1928 |  |

- 3e journée : 28 octobre

|  | Saracens           | 113 - 3 | Rugby Bologne 1928 |  |
|  | CA Bègles-Bordeaux | 82 - 23 | Dinamo Bucarest    |  |

- 4e journée : 3 novembre

|  | Dinamo Bucarest    | 5 - 83  | CA Bègles-Bordeaux |  |
|  | Rugby Bologne 1928 | 10 - 75 | Saracens           |  |

- 5e journée : 5 au 6 janvier 2002

|  | Rugby Bologne 1928 | 19 - 62 | CA Bègles-Bordeaux |  |
|  | Saracens           | 113 - 3 | Dinamo Bucarest    |  |

- 6e journée : 12 janvier

|  | Rugby Bologne 1928 | 33 - 10 | Dinamo Bucarest |  |
|  | CA Bègles-Bordeaux | 24 - 25 | Saracens        |  |

## Phase finale

### Tableau
|  | Quarts de finale | Quarts de finale |                |    | Demi-finales | Demi-finales |  |  | Finale      | Finale      |
|  | Quarts de finale | Quarts de finale |                |    | Demi-finales | Demi-finales |  |  | Finale      | Finale      |
|  |                  |                  |                |    |              |              |  |  |             |             |
|  | 26 janvier 2002  | 26 janvier 2002  |                |    | 27 avril     | 27 avril     |  |  | 26 mai 2002 | 26 mai 2002 |
|  | 26 janvier 2002  | 26 janvier 2002  |                |    | 27 avril     | 27 avril     |  |  | 26 mai 2002 | 26 mai 2002 |
|  | Section paloise  | 9                |                |    | 27 avril     | 27 avril     |  |  | 26 mai 2002 | 26 mai 2002 |
|  | Section paloise  | 9                |                |    | 27 avril     | 27 avril     |  |  | 26 mai 2002 | 26 mai 2002 |
|  | London Irish     | 38               |                |    | 27 avril     | 27 avril     |  |  | 26 mai 2002 | 26 mai 2002 |
|  | London Irish     | 38               | London Irish   | 27 |              |              |  |  | 26 mai 2002 | 26 mai 2002 |
|  | 27 janvier       |                  | London Irish   | 27 |              |              |  |  | 26 mai 2002 | 26 mai 2002 |
|  |                  | Pontypridd RFC   | 33             |    |              |              |  |  | 26 mai 2002 | 26 mai 2002 |
|  | Saracens         | Pontypridd RFC   | 33             | 15 |              |              |  |  | 26 mai 2002 | 26 mai 2002 |
|  | Saracens         |                  |                | 15 |              |              |  |  | 26 mai 2002 | 26 mai 2002 |
|  | Pontypridd RFC   | 17               |                |    |              |              |  |  | 26 mai 2002 | 26 mai 2002 |
|  | Pontypridd RFC   | 17               | Pontypridd RFC | 22 |              |              |  |  |             |             |
|  | 25 janvier       |                  | Pontypridd RFC | 22 |              |              |  |  |             |             |
|  |                  | Sale Sharks      | 25             |    |              |              |  |  |             |             |
|  | Gloucester RFC   | Sale Sharks      | 25             | 46 |              |              |  |  |             |             |
|  | Gloucester RFC   | 28 avril         |                | 46 |              |              |  |  |             |             |
|  | Ebbw Vale RFC    | 11               |                |    |              |              |  |  |             |             |
|  | Ebbw Vale RFC    | 11               | Gloucester RFC | 27 |              |              |  |  |             |             |
|  | 25 janvier       |                  | Gloucester RFC | 27 |              |              |  |  |             |             |
|  |                  | Sale Sharks      | 28             |    |              |              |  |  |             |             |
|  | Sale Sharks      | Sale Sharks      | 28             | 25 |              |              |  |  |             |             |
|  | Sale Sharks      |                  |                | 25 |              |              |  |  |             |             |
|  | Britsol Shoguns  | 20               |                |    |              |              |  |  |             |             |
|  | Britsol Shoguns  | 20               |                |    |              |              |  |  |             |             |

### Quarts de finale
| 25 janvier 2002 19 heures 05 | Gloucester RFC | 46 - 11 (9-7) | Ebbw Vale RFC                                         | Kingsholm, Gloucester 6 816 spectateurs Arbitre : Giulio de Santis |
| 25 janvier 2002 19 heures 05 | Essai(s) : 4 O'Leary 56e, Simpson-Daniel 64e, Boer71e, Forrester 80e Transformation(s) : 4/4 Mercier Pénalité(s) : 6 Mercier 13e, 16e, 27e, 41e, 49e, 53e |               | Essai(s) : Wagstaff 37e Pénalité(s) : 2 Cull 35e, 40e | Kingsholm, Gloucester 6 816 spectateurs Arbitre : Giulio de Santis |
| 25 janvier 2002 19 heures 05 | |               |                                                       | Kingsholm, Gloucester 6 816 spectateurs Arbitre : Giulio de Santis |

| 25 janvier 19 heures 30 | Sale Sharks | 25 - 20 (15-13) | Bristol Bears | Heywood Road 3 607 spectateurs Arbitre : Daniel Gillet |
| 25 janvier 19 heures 30 | Essai(s) : 3 Going 2e, Hanley 37e, Redpath 59e Transformation(s) : 2/3 Hodgson 37e, 59e Pénalité(s) : 2 Hodgson 6e, 63e |                 | Essai(s) : 2 Christophers 35e, Contepomi 46e Transformation(s) : 2/2 Contepomi Pénalité(s) : 2 Contepomi 10e, 20e | Heywood Road 3 607 spectateurs Arbitre : Daniel Gillet |
| 25 janvier 19 heures 30 | |                 | | Heywood Road 3 607 spectateurs Arbitre : Daniel Gillet |

| 26 janvier 19 heures 30 | Section paloise                    | 9 - 38 | London Irish                                                                                                  | Stade du Hameau, Pau 8 000 spectateurs Arbitre : Rob Dickson |
| 26 janvier 19 heures 30 | Pénalité(s) : 3 Pearson, Traille 2 |        | Essai(s) : 2 Danagher, Sackey Transformation(s) : 2/2 Brown Pénalité(s) : 3 Brown Drop(s) : 2 Venter, Everitt | Stade du Hameau, Pau 8 000 spectateurs Arbitre : Rob Dickson |
| 26 janvier 19 heures 30 |                                    |        | | Stade du Hameau, Pau 8 000 spectateurs Arbitre : Rob Dickson |

| 27 janvier 15 heures 00 | Saracens                       | 15 - 17 | Pontypridd RFC                                                             | Vicarage Road 4 604 spectateurs Arbitre : Alain Rolland |
| 27 janvier 15 heures 00 | Pénalité(s) : 5 Jannie de Beer |         | Essai(s) : 2 Owen, Wyatt Transformation(s) : 2/2 Davey Pénalité(s) : Davey | Vicarage Road 4 604 spectateurs Arbitre : Alain Rolland |
| 27 janvier 15 heures 00 |                                |         |                                                                            | Vicarage Road 4 604 spectateurs Arbitre : Alain Rolland |

### Demi-finales
| 27 avril 2002 17 heures 30 | London Irish                                                                                                   | 27 - 33 (21-21) | Sale Sharks | Kassam Stadium, Oxford 7 882 spectateurs Arbitre : Rob Dickson |
| 27 avril 2002 17 heures 30 | Essai(s) : 3 Halvey 24e, Kirke 32e, Horak 34e Transformation(s) : 3/3 Everitt Pénalité(s) : 2 Everitt 60e, 78e |                 | Essai(s) : 3 Wyatt 1re, G Jenkins 21e, M Davies 28e Transformation(s) : 3/3 Davey Pénalité(s) : 4 Davey 40e, 43e, 48e, 73e | Kassam Stadium, Oxford 7 882 spectateurs Arbitre : Rob Dickson |
| 27 avril 2002 17 heures 30 | |                 | | Kassam Stadium, Oxford 7 882 spectateurs Arbitre : Rob Dickson |

| 28 avril 14 heures 00 | Gloucester RFC | 27 - 28 (13-13) | Sale Sharks | Franklin's Gardens 5 785 spectateurs Arbitre : Nigel Whitehouse |
| 28 avril 14 heures 00 | Essai(s) : 3 Fonolua 3e, 72e ; Forrester 59e Transformation(s) : 3/3 Mercier Pénalité(s) : Mercier 17e Drop(s) : Mercier 12e |                 | Essai(s) : 4 Cueto 32e, Hanley 37e, Marais 43e, Harris 53e Transformation(s) : 1/4 Hodgson 53e Pénalité(s) : 2 Hodgson 24e, 57e | Franklin's Gardens 5 785 spectateurs Arbitre : Nigel Whitehouse |
| 28 avril 14 heures 00 | |                 | | Franklin's Gardens 5 785 spectateurs Arbitre : Nigel Whitehouse |

### Finale
| 26 mai 2002 14 heures 00 | Pontypridd RFC                                                                                                 | 22 - 25 (15-3) | Sale Sharks | Kassam Stadium, Oxford 12 000 spectateurs Arbitre : Alan Lewis |
| 26 mai 2002 14 heures 00 | Essai(s) : M Davies 67e Transformation(s) : Davey Pénalité(s) : 4 Davey 3e, 13e, 26e, 33e Drop(s) : Sweeney 7e |                | Essai(s) : 3 Shaw 51e, Hanley 56e, Harris 73e Transformation(s) : 2/3 Hodgson 56e, 73e Pénalité(s) : 2 Hodgson 22e, 43e | Kassam Stadium, Oxford 12 000 spectateurs Arbitre : Alan Lewis |
| 26 mai 2002 14 heures 00 | |                | | Kassam Stadium, Oxford 12 000 spectateurs Arbitre : Alan Lewis |